# Jonas Mendes
Jonas Asvedo Mendes (Bissau, 20 novembre 1989) è un calciatore guineense, portiere dello Zürich City.

## Carriera

### Club
Ha giocato nei campionati portoghese, sudafricano e greco.

### Nazionale
Ha esordito in nazionale nel 2010; ha partecipato alla Coppa d'Africa nel 2017, nel 2019, nel 2021 e nel 2023.

## Statistiche

### Cronologia presenze e reti in nazionale
| Cronologia completa delle presenze e delle reti in nazionale ― Guinea-Bissau | Cronologia completa delle presenze e delle reti in nazionale ― Guinea-Bissau | Cronologia completa delle presenze e delle reti in nazionale ― Guinea-Bissau | Cronologia completa delle presenze e delle reti in nazionale ― Guinea-Bissau | Cronologia completa delle presenze e delle reti in nazionale ― Guinea-Bissau | Cronologia completa delle presenze e delle reti in nazionale ― Guinea-Bissau | Cronologia completa delle presenze e delle reti in nazionale ― Guinea-Bissau | Cronologia completa delle presenze e delle reti in nazionale ― Guinea-Bissau |
| Data                                                                         | Città                                                                        | In casa                                                                      | Risultato                                                                    | Ospiti                                                                       | Competizione                                                                 | Reti                                                                         | Note                                                                         |
| ---------------------------------------------------------------------------- | ---------------------------------------------------------------------------- | ---------------------------------------------------------------------------- | ---------------------------------------------------------------------------- | ---------------------------------------------------------------------------- | ---------------------------------------------------------------------------- | ---------------------------------------------------------------------------- | ---------------------------------------------------------------------------- |
| 16-11-2010                                                                   | Lisbona                                                                      | Guinea-Bissau                                                                | 1 – 2                                                                        | Capo Verde                                                                   | Amichevole                                                                   | -2                                                                           |                                                                              |
| 4-6-2011                                                                     | Kampala                                                                      | Uganda                                                                       | 2 – 0                                                                        | Guinea-Bissau                                                                | Amichevole                                                                   | -2                                                                           |                                                                              |
| 10-8-2011                                                                    | Lisbona                                                                      | Guinea Equatoriale                                                           | 1 – 4                                                                        | Guinea-Bissau                                                                | Amichevole                                                                   | -1                                                                           |                                                                              |
| 3-9-2011                                                                     | Kasarani                                                                     | Kenya                                                                        | 2 – 1                                                                        | Guinea-Bissau                                                                | Amichevole                                                                   | -2                                                                           |                                                                              |
| 8-10-2011                                                                    | Bissau                                                                       | Guinea-Bissau                                                                | 0 – 2                                                                        | Angola                                                                       | Qual. Coppa d'Africa 2012                                                    | -2                                                                           |                                                                              |
| 11-11-2011                                                                   | Bissau                                                                       | Guinea-Bissau                                                                | 1 – 1                                                                        | Togo                                                                         | Qual. Mondiali 2014                                                          | -1                                                                           |                                                                              |
| 15-11-2011                                                                   | Lomé                                                                         | Togo                                                                         | 1 – 0                                                                        | Guinea-Bissau                                                                | Qual. Mondiali 2014                                                          | -1                                                                           |                                                                              |
| 29-2-2012                                                                    | Bissau                                                                       | Guinea-Bissau                                                                | 0 – 1                                                                        | Camerun                                                                      | Qual. Coppa d'Africa 2013                                                    | -1                                                                           |                                                                              |
| 16-6-2012                                                                    | Yaoundé                                                                      | Camerun                                                                      | 1 – 0                                                                        | Guinea-Bissau                                                                | Qual. Coppa d'Africa 2013                                                    | -1                                                                           |                                                                              |
| 18-5-2014                                                                    | Bangui                                                                       | Rep. Centrafricana                                                           | 0 – 0                                                                        | Guinea-Bissau                                                                | Qual. Coppa d'Africa 2015                                                    | -                                                                            | 90’                                                                          |
| 30-5-2014                                                                    | Bissau                                                                       | Guinea-Bissau                                                                | 3 – 1                                                                        | Rep. Centrafricana                                                           | Qual. Coppa d'Africa 2015                                                    | -1                                                                           |                                                                              |
| 18-7-2014                                                                    | Gaborone                                                                     | Botswana                                                                     | 2 – 0                                                                        | Guinea-Bissau                                                                | Qual. Coppa d'Africa 2015                                                    | -2                                                                           |                                                                              |
| 2-8-2014                                                                     | Bissau                                                                       | Guinea-Bissau                                                                | 1 – 1                                                                        | Botswana                                                                     | Qual. Coppa d'Africa 2015                                                    | -1                                                                           |                                                                              |
| 13-6-2015                                                                    | Ndola                                                                        | Zambia                                                                       | 0 – 0                                                                        | Guinea-Bissau                                                                | Qual. Coppa d'Africa 2017                                                    | -                                                                            |                                                                              |
| 5-9-2015                                                                     | Bissau                                                                       | Guinea-Bissau                                                                | 2 – 4                                                                        | Rep. del Congo                                                               | Qual. Coppa d'Africa 2017                                                    | -4                                                                           |                                                                              |
| 8-10-2015                                                                    | Monrovia                                                                     | Liberia                                                                      | 1 – 1                                                                        | Guinea-Bissau                                                                | Qual. Mondiali 2018                                                          | -1                                                                           |                                                                              |
| 13-10-2015                                                                   | Bissau                                                                       | Guinea-Bissau                                                                | 1 – 3                                                                        | Liberia                                                                      | Qual. Mondiali 2018                                                          | -3                                                                           |                                                                              |
| 23-3-2016                                                                    | Bissau                                                                       | Guinea-Bissau                                                                | 1 – 0                                                                        | Kenya                                                                        | Qual. Coppa d'Africa 2017                                                    | -                                                                            | 90’                                                                          |
| 27-3-2016                                                                    | Nairobi                                                                      | Kenya                                                                        | 0 – 1                                                                        | Guinea-Bissau                                                                | Qual. Coppa d'Africa 2017                                                    | -                                                                            | 31’                                                                          |
| 4-9-2016                                                                     | Brazzaville                                                                  | Rep. del Congo                                                               | 1 – 0                                                                        | Guinea-Bissau                                                                | Qual. Coppa d'Africa 2017                                                    | -1                                                                           |                                                                              |
| 14-1-2017                                                                    | Libreville                                                                   | Gabon                                                                        | 1 – 1                                                                        | Guinea-Bissau                                                                | Coppa d'Africa 2017 - 1º turno                                               | -1                                                                           |                                                                              |
| 18-1-2017                                                                    | Libreville                                                                   | Camerun                                                                      | 2 – 1                                                                        | Guinea-Bissau                                                                | Coppa d'Africa 2017 - 1º turno                                               | -2                                                                           |                                                                              |
| 22-1-2017                                                                    | Franceville                                                                  | Guinea-Bissau                                                                | 0 – 2                                                                        | Burkina Faso                                                                 | Coppa d'Africa 2017 - 1º turno                                               | -2                                                                           |                                                                              |
| 10-6-2017                                                                    | Bissau                                                                       | Guinea-Bissau                                                                | 1 – 0                                                                        | Namibia                                                                      | Qual. Coppa d'Africa 2019                                                    | -                                                                            |                                                                              |
| 22-3-2018                                                                    | Limeil-Brévannes                                                             | Guinea-Bissau                                                                | 0 – 2                                                                        | Burkina Faso                                                                 | Amichevole                                                                   | -2                                                                           |                                                                              |
| 25-3-2018                                                                    | Mantes-la-Ville                                                              | Rep. del Congo                                                               | 2 – 0                                                                        | Guinea-Bissau                                                                | Amichevole                                                                   | -2                                                                           |                                                                              |
| 8-9-2018                                                                     | Maputo                                                                       | Mozambico                                                                    | 2 – 2                                                                        | Guinea-Bissau                                                                | Qual. Coppa d'Africa 2019                                                    | -2                                                                           |                                                                              |
| 10-10-2018                                                                   | Ndola                                                                        | Zambia                                                                       | 2 – 1                                                                        | Guinea-Bissau                                                                | Qual. Coppa d'Africa 2019                                                    | -2                                                                           |                                                                              |
| 14-10-2018                                                                   | Bissau                                                                       | Guinea-Bissau                                                                | 2 – 1                                                                        | Zambia                                                                       | Qual. Coppa d'Africa 2019                                                    | -1                                                                           |                                                                              |
| 17-11-2018                                                                   | Windhoek                                                                     | Namibia                                                                      | 0 – 0                                                                        | Guinea-Bissau                                                                | Qual. Coppa d'Africa 2019                                                    | -                                                                            |                                                                              |
| 23-3-2019                                                                    | Bissau                                                                       | Guinea-Bissau                                                                | 2 – 2                                                                        | Mozambico                                                                    | Qual. Coppa d'Africa 2019                                                    | -2                                                                           |                                                                              |
| 8-6-2019                                                                     | Penafiel                                                                     | Angola                                                                       | 2 – 0                                                                        | Guinea-Bissau                                                                | Amichevole                                                                   | -2                                                                           |                                                                              |
| 25-6-2019                                                                    | Ismailia                                                                     | Camerun                                                                      | 2 – 0                                                                        | Guinea-Bissau                                                                | Coppa d'Africa 2019 - 1º turno                                               | -2                                                                           |                                                                              |
| 29-6-2019                                                                    | Ismailia                                                                     | Benin                                                                        | 0 – 0                                                                        | Guinea-Bissau                                                                | Coppa d'Africa 2019 - 1º turno                                               | -                                                                            |                                                                              |
| 2-7-2019                                                                     | Suez                                                                         | Guinea-Bissau                                                                | 0 – 2                                                                        | Ghana                                                                        | Coppa d'Africa 2019 - 1º turno                                               | -                                                                            |                                                                              |
| 4-9-2019                                                                     | Sao Tomé                                                                     | São Tomé e Príncipe                                                          | 0 – 1                                                                        | Guinea-Bissau                                                                | Qual. Mondiali 2022                                                          | -                                                                            |                                                                              |
| 10-9-2019                                                                    | Bissau                                                                       | Guinea-Bissau                                                                | 2 – 1                                                                        | São Tomé e Príncipe                                                          | Qual. Mondiali 2022                                                          | -1                                                                           |                                                                              |
| 13-11-2019                                                                   | Bissau                                                                       | Guinea-Bissau                                                                | 3 – 0                                                                        | eSwatini                                                                     | Qual. Mondiali 2022                                                          | -                                                                            |                                                                              |
| 17-11-2019                                                                   | Brazzaville                                                                  | Rep. del Congo                                                               | 3 – 0                                                                        | Guinea-Bissau                                                                | Qual. Mondiali 2022                                                          | -3                                                                           |                                                                              |
| 8-10-2020                                                                    | Rio Maior                                                                    | Guinea-Bissau                                                                | 1 – 0                                                                        | Mozambico                                                                    | Amichevole                                                                   | -                                                                            |                                                                              |
| 11-11-2020                                                                   | Thiès                                                                        | Senegal                                                                      | 2 – 0                                                                        | Guinea-Bissau                                                                | Qual. Coppa d'Africa 2021                                                    | -2                                                                           | Cap.                                                                         |
| 15-11-2020                                                                   | Bissau                                                                       | Guinea-Bissau                                                                | 0 – 1                                                                        | Senegal                                                                      | Qual. Coppa d'Africa 2021                                                    | -1                                                                           | Cap.                                                                         |
| 26-3-2021                                                                    | Manzini                                                                      | eSwatini                                                                     | 1 – 3                                                                        | Guinea-Bissau                                                                | Qual. Coppa d'Africa 2021                                                    | -1                                                                           | Cap.                                                                         |
| 30-3-2021                                                                    | Bissau                                                                       | Guinea-Bissau                                                                | 3 – 0                                                                        | Rep. del Congo                                                               | Qual. Coppa d'Africa 2021                                                    | -                                                                            |                                                                              |
| 1-9-2021                                                                     | Nouakchott                                                                   | Guinea-Bissau                                                                | 1 – 1                                                                        | Guinea                                                                       | Qual. Mondiali 2022                                                          | -1                                                                           | Cap.                                                                         |
| 7-9-2021                                                                     | Khartoum                                                                     | Sudan                                                                        | 2 – 4                                                                        | Guinea-Bissau                                                                | Qual. Mondiali 2022                                                          | -2                                                                           | Cap.                                                                         |
| 6-10-2021                                                                    | Rabat                                                                        | Marocco                                                                      | 5 – 0                                                                        | Guinea-Bissau                                                                | Qual. Mondiali 2022                                                          | -5                                                                           | Cap.                                                                         |
| 9-10-2021                                                                    | Casablanca                                                                   | Guinea-Bissau                                                                | 0 – 3                                                                        | Marocco                                                                      | Qual. Mondiali 2022                                                          | -3                                                                           | Cap.                                                                         |
| 12-11-2021                                                                   | Conakry                                                                      | Guinea                                                                       | 0 – 0                                                                        | Guinea-Bissau                                                                | Qual. Mondiali 2022                                                          | -                                                                            | Cap.                                                                         |
| 15-11-2021                                                                   | Bissau                                                                       | Guinea-Bissau                                                                | 0 – 0                                                                        | Sudan                                                                        | Qual. Mondiali 2022                                                          | -                                                                            |                                                                              |
| 15-1-2022                                                                    | Garoua                                                                       | Guinea-Bissau                                                                | 0 – 1                                                                        | Egitto                                                                       | Coppa d'Africa 2021 - 1º turno                                               | -1                                                                           | Cap.                                                                         |
| 24-3-2023                                                                    | Abuja                                                                        | Nigeria                                                                      | 0 – 1                                                                        | Guinea-Bissau                                                                | Qual. Coppa d'Africa 2023                                                    | -                                                                            |                                                                              |
| 27-3-2023                                                                    | Bissau                                                                       | Guinea-Bissau                                                                | 0 – 1                                                                        | Nigeria                                                                      | Qual. Coppa d'Africa 2023                                                    | -1                                                                           |                                                                              |
| 14-6-2023                                                                    | Bissau                                                                       | São Tomé e Príncipe                                                          | 0 – 1                                                                        | Guinea-Bissau                                                                | Qual. Coppa d'Africa 2023                                                    | -                                                                            |                                                                              |
| 11-9-2023                                                                    | Bissau                                                                       | Guinea-Bissau                                                                | 2 – 1                                                                        | Sierra Leone                                                                 | Qual. Coppa d'Africa 2023                                                    | -1                                                                           |                                                                              |
| 20-11-2023                                                                   | Il Cairo                                                                     | Gibuti                                                                       | 0 – 1                                                                        | Guinea-Bissau                                                                | Qual. Mondiali 2026                                                          | -                                                                            | Cap.                                                                         |
| 6-1-2024                                                                     | Bamako                                                                       | Mali                                                                         | 6 – 2                                                                        | Guinea-Bissau                                                                | Amichevole                                                                   | -3                                                                           | 46’                                                                          |
| 22-1-2024                                                                    | Abidjan                                                                      | Guinea-Bissau                                                                | 0 – 1                                                                        | Nigeria                                                                      | Coppa d'Africa 2023 - 1º turno                                               | -1                                                                           |                                                                              |
| 22-3-2024                                                                    | Tétouan                                                                      | Sudan                                                                        | 1 – 0                                                                        | Guinea-Bissau                                                                | Amichevole                                                                   | -1                                                                           | 88’                                                                          |
| 25-3-2024                                                                    | Tétouan                                                                      | Sudan                                                                        | 1 – 2                                                                        | Guinea-Bissau                                                                | Amichevole                                                                   | -1                                                                           | 84’                                                                          |
| Totale                                                                       |                                                                              | Presenze                                                                     | 60                                                                           |                                                                              | Reti                                                                         | -76                                                                          |                                                                              |